# 首爾世界盃競技場
首爾世界盃競技場（：／ Seoul Woldeukeop Gyeonggijang）位於韓國首爾麻浦區，是一個專供進行足球比賽的足球場。球場是為2002年世界盃足球賽而興建，2001年11月落成啟用。可容納66,704人，是亞洲最大的足球專用運動場地。
球場是2002年世界盃的開幕典禮及首場比賽法國對塞內加爾的舉行地點，亦是準決賽韓國對德國的舉行場地。
2002年世界盃結束後，球場繼續用作韓國國家足球隊進行比賽的場地。自2004年起，球場亦作為FC首爾足球會的主場。在球場底部設有購物商場與及足球主题博物馆「Football Faentasium」。

## 曾舉辦的活動
- 夢想演唱會
- Psy's Happening 演唱會
- Big Bang 十周年演唱會
- SM Town Live World Tour
- 英雄联盟全球总决赛
- 第25屆世界童軍大露營閉幕式暨K-POP SUPER LIVE
- 《SEVENTEEN TOUR 'FOLLOW' AGAIN》
- IU HEREH WORLD TOUR CONCERT ENCORE : THE WINNING

## 交通
- 鐵路
  - 首爾地鐵6號線・首爾世界盃競技場站

## 外部連結
- 首爾世界盃競技場官方網站

| 前任： · 美国洛杉磯 · 史坦波中心 | 英雄联盟全球总决赛 举办场地 2014年 | 繼任： · 德国柏林 · 柏林O2世界體育館 |